# Vincent Gauthier
Vincent Gauthier est un acteur, dialoguiste, metteur en scène français né en 1950.
Il est le neveu par alliance d'Alice Sapritch.

## Filmographie partielle

### Cinéma
- 1971 : Les Petites filles modèles de Jean-Claude Roy
- 1971 : Les Amis de Gérard Blain
- 1972 : Les Joyeux Lurons de Michel Gérard
- 1974 : Les Vacanciers de Michel Gérard
- 1974 : Le Plumard en folie de Jacques Lemoine
- 1979 : La Ville des silences de Jean Marbœuf
- 1982 : Le Beau Mariage d'Éric Rohmer
- 1986 : Le Rayon vert d'Éric Rohmer
- 1988 : Une affaire de femmes de Claude Chabrol
- 1993 : Pétain de Jean Marbœuf
- 2000 : La Confusion des genres de Ilan Duran Cohen
- 2006 : Coup de sang de Jean Marbœuf

### Télévision
- 1972 : Les Rois maudits mini-série de Claude Barma : Gauthier d'Aunay
- 1973 : Saint Just, réal. Pierre Cardinal
- 1975 : La Chasse aux hommes de Lazare Iglesis
- 1976 : La chasse aux hommes de Lazare Iglesis
- 1977 : D'Artagnan amoureux, mini-série de Yannick Andréi : le duc d'Enghien
- 1977 : La peau de chagrin, réal. Michel Favart
- 1979 : La tribu des vieux enfants, réalisation Michel Favart
- 1979 : Histoires extraordinaires d'Edgar Poe, mise en scène de Claude Chabrol
- 1979 : Les cinq dernières minutes, réalisation Eric Le Hung
- 1980 : Les Enquêtes du commissaire Maigret, épisode : L'Affaire Saint-Fiacre de Jean-Paul Sassy
- 1981 : Les Cinq Dernières Minutes d'Éric Le Hung, épisode Le Retour des coulons
- 1981 : Le passage du témoin, réalisation Paul Blanchon
- 1985 : Châteauvallon, de Serge Friedman, Paul Planchon et Emmanuel Fonlladosa : Vincent Berg
- 1985 : Êtes-vous avec moi Victoria ?, Réalisation Claude Barma
- 1986 : L'Affaire Marie Besnard d'Yves-André Hubert
- 1986 : Neige de sang, réalisation Joannick Desclers
- 1986 : Maguy, réalisation Arlette Adrian
- 1986 : The Beate Klarsfeld's story
- 1986 : France, réalisation J.-L. Bertucelli
- 1987 : Tantie, réalisation Patrick Gandrey Rety
- 1987 : Les Cinq Dernières Minutes : Mort d'Homme de Joannick Desclers
- 1989 : Jeanne d'Arc, le pouvoir de l'innocence de Pierre Badel
- 1988 : Catherine de Médicis d'Yves-André Hubert
- 1988 : Un Médecin des Lumières de René Allio, 3 épisodes
- 1988 : L'assassin était à bord, réalisation Jacques Cornet
- 1989 : L'or et le papier, réal. Jean Baudin
- 1989 : L'amour aveugle, réal. Guy Dormoy
- 1989 : Le lyonnais, réal. Michel Favart
- 1991 : Navarro, réal. Gérard Marx
- 1991 : Paparoff et les loups, réal. Didier Albert
- 1993 : Garde à vue : le verrou, réal. Marco Poli
- 1996 : Une femme contre l'ordre, réal. Didier Albert
- 1998 : En garde Burma (Nestor Burma), réal. Jean Marbeuf
- 1998 : Délit de justice, réal. Daniel Janneau
- 1999 : Cavalcade, réal. Daniel Janneau
- 1999 : Quand ça t'arrive, réal. Patrick Volson
- 2000 : Julie Lescaut, épisode 2 saison 9, Délit de justice de Daniel Janneau : Juge Blanc
- 2000 : Orages (Psy d'Urgence), réal. Edwin Baily
- 2000 : Un flic nommé Lecœur, réal. Jean-Yves Pitoun
- 2000 : Affaires familiales, réal. Alain Sachs
- 2002 : Anges et démons (Brigade des Mineurs), réal. Miguel Courtois
- 2002 : Le détective, réal. Dennis Berry
- 2002 : P.J. 63, réal. Gérard Vergez
- 2002 : Noces de papier, réal. Edouard Niermans
- 2003 : Le chauffard (Avocats et Associés), réal. Olivier Barma

## Théâtre

### Comédien
- 1979 : Lorenzaccio (rôle de Lorenzo) à la comédie de Caen, mise en scène Claude Yersin
- 1987 : Alexandre le Grand de Racine, mise en scène Élisabeth Chailloux et Adel Hakim, Théâtre de la Tempête
- 2010 : Piano dans l'herbe de Françoise Sagan, mise en scène de Nicole Gros
- 2011 : Les Mains sales, de Jean-Paul Sartre, mise en scène Odile Mallet et Geneviève Brunet, Théâtre du Nord-Ouest

### Metteur en scène
- Le Lien de August Strindberg, au Théâtre du Nord-Ouest, 2010
- Les Vivacités du capitaine Tic, d'Eugène Labiche, Théâtre du Nord-Ouest, et festival d'Avignon, 2011
- Sodome et Gomorrhe, de Jean Giraudoux, Théâtre du Nord-Ouest, 2012
- Les trois sœurs, d'Anton Tchekhov, Théâtre du Nord-Ouest, 2019